# GDP-manoza:celobiozil-difosfopoliprenol alfa-manoziltransferaza
GDP-manoza:celobiozil-difosfopoliprenol alfa-manoziltransferaza (EC 2.4.1.252, GumH, AceA, alfa1,3-manoziltransferaza AceA) je enzim sa sistematskim imenom GDP-manoza:-1-difosfo-ditrans,oktacis-undekaprenol 3-alfa-manoziltransferaza. Ovaj enzim katalizuje sledeću hemijsku reakciju
GDP-manoza + -1-difosfo-ditrans,oktacis-undekaprenol {\displaystyle \rightleftharpoons } GDP + -alfa-1-difosfo-ditrans,oktacis-undekaprenol
Kod bakterije Glukonacetobacter xylinus ovaj enzim učestvuje u biosintezi eksopolisaharidnog acetana.

## Literatura
- Nicholas C. Price; Lewis Stevens (1999). Fundamentals of Enzymology: The Cell and Molecular Biology of Catalytic Proteins (Third изд.). USA: Oxford University Press. ISBN 019850229X.
- Eric J. Toone (2006). Advances in Enzymology and Related Areas of Molecular Biology, Protein Evolution (Volume 75 изд.). Wiley-Interscience. ISBN 0471205036.
- Branden C; Tooze J. Introduction to Protein Structure. New York, NY: Garland Publishing. ISBN 0-8153-2305-0.
- Irwin H. Segel. Enzyme Kinetics: Behavior and Analysis of Rapid Equilibrium and Steady-State Enzyme Systems (Book 44 изд.). Wiley Classics Library. ISBN 0471303097.
- William P. Jencks (1987). Catalysis in Chemistry and Enzymology. Dover Publications. ISBN 0486654605.

## Spoljašnje veze
- GDP-mannose:cellobiosyl-diphosphopolyprenol+alpha-mannosyltransferase на 